# Lipvingermos
Lipvingermos (Physcia vitii)  is een korstmos uit de familie Physciaceae. De fotobiont is trebouxia.

## Ecologie
Lipvingermos komt voor op bomen.

## Verspreiding
In Nederland komt deze soort zeer zeldzaam voor.